# Забеляны (Черкасская область)
Забеляны (укр. Забіляни) — посёлок в Уманском районе Черкасской области Украины.
Население по переписи 2001 года составляло 61 человек. Почтовый индекс — 19100. Телефонный код — 4746.

## Местный совет
19155, Черкасская обл., Монастырищенский р-н, с. Попудня, ул. Шевченка, 1